# 洞口站
洞口站，位于中华人民共和国湖南省邵阳市洞口县，是怀衡铁路上的火车站，于2018年12月26日启用，由中国铁路广州局集团有限公司管辖。

## 車站周邊
- 建兴县城遗址
- 弥陀禅院
- 天井完全小学

## 歷史
- 2018年12月26日启用。

## 外部連結
- 中国铁路客户服务中心 （页面存档备份，存于）